# Christos Metskas

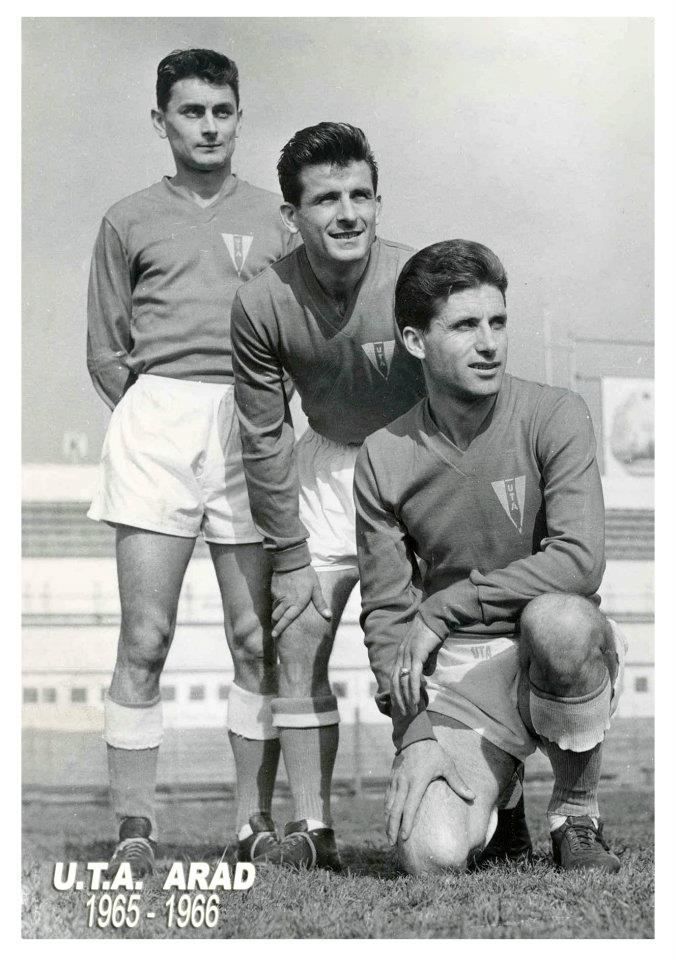
M. Țârlea sr. - E. Floruț - Ch. Metskas

Christos Metskas, uneori Hristos Mețcas, (în greacă Χρήστος Μέτσκας; n. 17 iunie 1935) este un fost fotbalist și antrenor de fotbal. Născut în Grecia, a fost apatrid din 1947 până în anul 2000, când a redobândit cetățenia elenă. În anul 2004 a obținut și cetățenia română.

## Biografie timpurie
Metskas s-a născut în Slimnitsa, Grecia, fiind cel de-al doilea din cei șase copii ai părinților săi Stavros și Eleftheria. În toamna anului 1947, în urma izbucnirii Războiului Civil Grec, s-a refugiat din țara natală în Albania cu întreaga familie, fiind apoi separat de aceasta - părinții săi stabilindu-se în cele din urmă în Ungaria - și a ajuns în România, ascunzându-se, împreună cu alți copii greci, într-un tren de marfă care a traversat întreaga Iugoslavie.
S-a stabilit inițial în Orăștie, unde a învățat limba română, înainte de a fi trimis la muncă în Ștefănești în 1949, pentru ca apoi să se mute în București, unde s-a reîntâlnit cu unul dintre frații săi. În 1953, a absolvit Școala profesională „Electro-tehnică Nr. 4” din Craiova, cu meseria de turnător.

## Cariera de fotbalist
Metskas a început să joace fotbal la școală, înainte de a se alătura echipei de juniori ai "Trustului de Alimentație Publică Locală" (TAPL) București, iar apoi s-a transferat la clubul "Flamura Roșie" Giurgiu, unde a debutat în echipa de seniori în 1953. În 1957, după ce a fost remarcat de un reprezentant al "UTA" Arad în timpul unui meci, s-a alăturat oficial echipei în urma unui test reușit, în timpul căruia l-ar fi impresionat pe căpitanul echipei Iosif Petschovschi.
Metskas a devinit un titular permanent pentru "UTA", antrenorul Coloman Braun-Bogdan plasându-l inițial ca extremă stângă într-o formație WM, iar după ce a trecut pe partea dreaptă, Metskas avea să joace ca atacant timp de patru ani (nr. 10 pe tricou), înainte de a trece la mijlocul terenului (nr. 6) și, în cele din urmă, de a se stabili în poziția de fundaș central (nr. 6). De-a lungul anilor petrecuți la club, a jucat alături de: Mircea Axente, Gheorghe Băcuț, Flavius Domide, Zoltan Farmati, Emil Floruț, Toma Jurcă, Iosif Lereter, Ion Pîrcălab, Iosif Petschovschi, Dușan Radin, Gavril Serfözö, Ioan Tăuceanu și Mihai Țârlea sr., printre alții. Deoarece, la vremea respectivă, în Arad erau stabilite doar câteva persoane de origine greacă, dintre care niciuna cunoscută de majoritatea locuitorilor datorită activității sale, suporterii l-au poreclit „Grecul”.
Metskas a primit și a acceptat o ofertă din partea clubului grec "Olympiacos": cu toate acestea, înțelegerea a căzut ca urmare a loviturii de stat dată de Junta Greacă, deoarece granițele naționale ale Greciei au fost închise înainte ca el să poată obține toate actele necesare pentru a intra în țară.
A ajuns cu "UTA" în finala Cupei României din 1966, în care antrenorul Nicolae Dumitrescu l-a folosit ca titular, însă au pierdut cu 4-0 în fața celor de la "Steaua" București. În 1968, în urma unei neînțelegeri cu Dumitrescu, Metskas a părăsit echipa. A jucat în total 217 meciuri în "Divizia A" pentru club și a marcat 16 goluri.
Metskas a fost convocat de trei ori pentru a juca în echipa națională de fotbal a României, dar nu a putut-o face, deoarece nu a fost cetățean român.

## Cariera de antrenor
Între 1969 și 1972 a activat ca jucător și antrenor secund al echipei de seniori a clubului "Vulturii Textila" Lugoj, antrenor principal fiind Mihai Țârlea sr., precum și ca antrenor al echipei de juniori republicani ai aceluiași club. Între 1972 și 1974 a activat ca antrenor al echipei clubului "Gloria" Arad, după care în campionatul 1974/1975 a antrenat echipa "Stăruința" Dorobanți. Între 1975 și 1979 a activat ca antrenor al echipei de juniori republicani ai clubului "Strungul" Arad, în turul campionatului 1975/1976 activând și ca antrenor secund al echipei de seniori ai aceluiași club, antrenorul principal fiind Emanoil Gherghel.
Între 1980 și 1990 a activat ca antrenor principal al echipei de juniori republicani ai "UTA", avându-i ca asistenți, de-a lungul timpului, pe Ștefan Mândru, Francisc Tisza și Dorel Cura, cu o pauză de un an, timp în care a activat ca antrenor al echipei de seniori ai clubului "Progresul" Pecica. Dintre elevii săi, următorii au devenit fotbaliști cunoscuți, care au jucat în prima și a doua ligă: Raoul Burtea, Ștefan Crișan, Nicolae Dehelean, Lucian Dronca, Gheorghe Gheorghieș, Decebal Codru Grădinariu, Iulian Mihalache, Attila Pap, Dan Țapoș, Mihai Țârlea jr., Marius Țucudean, Adrian Ungur, Florian Voinea și Doru Vușcan.

## Viața personală
În 1974 Metskas s-a căsătorit cu Maria Ricean, avocat în cadrul Baroului Arad, căsnicie din care a  rezultat un fiu. A redobândit cetățenia greacă în 2000, iar în 2004 a obținut și cetățenia română.

## Distincții
UTA Arad
- vicecampion Cupa României: 1965-1966[7]